# Charcuty
Charcuty es una variedad cultivar de ciruelo (Prunus domestica), de las denominadas ciruelas europeas.
Una variedad de ciruela de parentales desconocidos, se cree que se originó en Francia, variedad antigua. Las frutas tienen un tamaño muy pequeño, color de piel rojo amoratado o morado casi negro, no uniforme, a veces se puede ver el color verde oliváceo o anaranjado dorado del fondo, punteado muy abundante, tamaño variable, blanquecino, y pulpa de color verde amarillenta, transparente, textura blanda, algo fibrosa, muy jugosa, y sabor extraordinariamente dulce y aromático, cocina bien.

## Historia
'Charcuty' variedad de ciruela la cual se cree que se originó en  (Francia).
'Charcuty' está cultivada en diversos bancos de germoplasma de cultivos vivos, tales como en National Fruit Collection (Colección Nacional de Fruta) de Reino Unido con el número de accesión: 1948-147 y Nombre Accesión : Charcuty. Fue introducida en el "Probatorio Nacional de Fruta" para evaluar sus características en 1948, recibido del "Centre de Recherches Agronomiques" de Pont de la Maye, Francia.
'Charcuty' está cultivada en el Banco de germoplasma de cultivos vivos de la Estación experimental Aula Dei de Zaragoza. Está considerada incluida en las variedades locales autóctonas muy antiguas, cuyo cultivo se centraba en comarcas muy definidas, que se caracterizan por su buena adaptación a sus ecosistemas, y podrían tener interés genético en virtud de su características organolepticas y resistencia a enfermedades, con vista a mejorar a otras variedades.

## Características
'Charcuty' árbol de porte extenso, moderadamente vigoroso, erguido. Flor blanca, que tiene un tiempo de floración que comienza a partir del 15 de abril con el 10% de floración, para el 19 de abril tiene una floración completa (80%), y para el 30 de abril tiene un 90% de caída de pétalos.
'Charcuty' tiene una talla de tamaño muy pequeño de forma elíptica redondeada, un poco aplastada en los polos, simétrica, sutura casi imperceptible, en una depresión muy suave ligeramente más acentuada en los dos extremos, con peso promedio de 5.18 g; epidermis abundantemente recubierta de pruina, sobre todo en la zona de la sutura, la pruina es de color violáceo, no se aprecia pubescencia, su piel de color rojo amoratado o morado casi negro, no uniforme, a veces se puede ver el color verde oliváceo o anaranjado dorado del fondo, punteado muy abundante, tamaño variable, blanquecino, aureolado de morado, muy visible y llamativo en las zonas poco coloreadas; pedúnculo de longitud media, fino, con una longitud promedio de 10.88 mm, con la cavidad del pedúnculo casi nula, ligeramente rebajada solo en el lado de la sutura; pulpa de color verde amarillenta, transparente, textura blanda, algo fibrosa, muy jugosa, y sabor extraordinariamente
dulce y aromático.
Hueso bastante adherente, sobre todo en zona ventral, pequeño, elíptico, zona ventral bastante marcada, surcos poco acentuados, superficie casi lisa.
Su tiempo de recogida de cosecha se inicia en su maduración en la primera y segunda decena de agosto.

## Usos
Se usa comúnmente en aplicaciones culinarias.